# Петров-Маслаков, Михаил Андреевич
Михаил Андреевич Петров-Маслаков (1896—1976) — советский акушер-гинеколог, академик АМН СССР (1969), заслуженный деятель науки РСФСР (1964).

## Биография
Михаил Андреевич Петров-Маслаков родился в 1896 году.
- 1924 год — окончил Ленинградский институт медицинских знаний (ныне Ленинградский санитарно-гигиенический медицинский институт),
  - 1934 год — работал там же на кафедре акушерства и гинекологии.
- 1942—1944 — начальник госпиталя во время блокады Ленинграда
- 1944—1946 — начальник Управления родовспоможения Ленгорздравотдела.
- 1949—1968 — заведующий кафедрой акушерства и гинекологии Ленинградского института медицинских знаний.
- 1947 год — защитил докторскую диссертацию; тема: «Патогенетическое значение вегетативной нервной системы в гинекологических заболеваниях»;
- 1950 год — профессор.
- 1960—1974 — директор Института акушерства и гинекологии АМН СССР (ныне НИИ акушерства, гинекологии и репродуктологии имени Д. О. Отта).
- 1964 — заслуженный деятель науки РСФСР.
- 1969 — академик АМН.

Скончался 30 июля 1976 года. Похоронен в Ленинграде на Богословском кладбище (участок 33).

## Научная и общественная деятельность
М. А. Пегров-Маслаков опубликовал более 200 научных трудов; из них — 10 монографий.
- Труды посвящены:
  - изучению роли центральной нервной системы в этиологии и патогенезе гинекологических заболеваний,
  - проблемам рационального ведения родов, их обезболивания (психопрофилактического и физиопрофилактического),
  - проблемам профилактики перинатальной заболеваемости и смертности,
  - борьбы с предраковыми заболеваниями женских половых органов.
- Михаил Андреевич предложил теорию нейрогенных дистрофий женских гениталий, иммунол, концепцию патогенеза поздних токсикозов беременных и методы их терапии.
- Совместно с М. А. Репиной им была разработана система мероприятий по профилактике и лечению афибриногенемии при беременности и родах.
- Михаил Андреевич Петров-Маслаков организовал и возглавил обследование детей, родившихся от матерей, перенёсших различные заболевания во время беременности.
- Он разработал и внедрил в практику оригинальную модель внутриматочного контрацептива ЛВК-66, отличающуюся наличием бактерицидной летиланлавсановой оплётки.
- Михаил Андреевич одним из первых в СССР применил диатермокоагуляцию для лечения предраковых состояний шейки матки.

### Публикации
- «Патогенетическое значение вегетативной нервной системы в гинекологических заболеваниях», диссертация, Л., 1944;
- «О нейрогенных дистрофиях женских половых органов (патогенез и терапия)», Л., 1952;
- «Психопрофилактика родовых болей», Л., 1953 (совм, с Зачепицким Р. А.);
- «Производственная вибрация и специфические функции женского организма», Л., 1961 (совместно с Климецом И. И.);
- «Перинатальная смертность», Л., 1965 (совместно с Климецом И. И.);
- «Беременность и свертывающая система крови», Л., 1968 (совместно с Репиной М. А.);
- «Поздний токсикоз беременных», Л., 1971 (совместно с Сотниковой Л. Г.);
- «Допросы профпатологии и гигиены женского труда», Л., 1973 (совместно с Матысяк В. Г.);
- «Современные противозачаточные средства», Л., 1973 (совместно с другими);
- «О нейрогенных нарушениях специфических функций женского организма», М., 1976 (совместно с другими);
- «Родовая боль и обезболивание родов», М. 1977 (совместно с Абрамченко В. В.).

## Награды
Михаил Андреевич Петров-Маслаков награждён орденами:
- Ленина,
- Трудового Красного Знамени,
- «Знак Почёта»
- и медалями[какими?].